# روبرت ليفين
روبرت ليفين (بالإنجليزية: Robert D. Levin)‏ هو مؤرخ موسيقى ‏ وملحن وعازف بيانو أمريكي، ولد في 13 أكتوبر 1947 في نيويورك في الولايات المتحدة.

## وصلات خارجية
- روبرت ليفين على موقع ميوزك برينز (الإنجليزية)
- روبرت ليفين على موقع أول ميوزيك (الإنجليزية)
- روبرت ليفين على موقع ديسكوغز (الإنجليزية)